# Liste der Naturdenkmale in Dummerstorf
Die Liste der Naturdenkmale in Dummerstorf nennt die Naturdenkmale in Dummerstorf im Landkreis Rostock in Mecklenburg-Vorpommern.

## Naturdenkmale
| Bild | Nr.       | Bezeichnung         | Standort                                                             | Beschreibung | Schutzzweck | Verordnung    |
| ---- | --------- | ------------------- | -------------------------------------------------------------------- | ------------ | ----------- | ------------- |
| BW   | 017ND01   | Eiche               | Reez Rittergut Reez 12 (54° 0′ 5,3″ N, 12° 8′ 56,8″ O)               |              |             | 14. Juli 1941 |
| BW   | 017ND02   | Esche               | Reez Rittergut Reez 8 (54° 0′ 9,6″ N, 12° 8′ 52,2″ O)                |              |             | 14. Juli 1941 |
| BW   | 017ND03   | Nutka-Zypresse      | gegenüber Rittergut Reez 4 (54° 0′ 5″ N, 12° 9′ 2,3″ O)              |              |             | 14. Juli 1941 |
| BW   | 018ND01   | Rosskastanie        | Bandelstorf Gut (54° 2′ 17,4″ N, 12° 15′ 8″ O)                       |              |             | 4. Juli 1957  |
| BW   | 018ND02   | Sommerlindenallee   | Dummerstorf (54° 0′ 52,7″ N, 12° 13′ 28,5″ O)                        |              |             | 13. Jan. 1958 |
| BW   | 018ND03   | Rosskastaniengruppe | Dummerstorf (54° 0′ 50,8″ N, 12° 13′ 33,6″ O)                        |              |             | 15. Feb. 1940 |
| BW   | 018ND04   | Rotbuche            | Dummerstorf (54° 0′ 52,2″ N, 12° 13′ 26,8″ O)                        |              |             | 13. Jan. 1958 |
| BW   | 018ND05   | Blutbuche           | Dummerstorf (54° 0′ 49,4″ N, 12° 13′ 27″ O)                          |              |             | 13. Jan. 1958 |
| BW   | 034ND01   | Eibe                | Kavelstorf Dammer Straße (54° 0′ 20,7″ N, 12° 11′ 16,4″ O)           |              |             | 15. Feb. 1940 |
| BW   | 034ND02-1 | 3 Linden            | Kavelstorf Zur Kavelstorfer Kirche (54° 0′ 18,7″ N, 12° 11′ 24,1″ O) |              |             | 4. Mai 1940   |
| BW   | 035ND01   | Stieleiche          | Hohen Schwarfs Lindenweg 27 (54° 2′ 27,3″ N, 12° 11′ 28″ O)          |              |             | 23. Okt. 1986 |
| BW   | 035ND02   | 2 Linden            | Kessin Kirche (54° 3′ 46,7″ N, 12° 10′ 39,3″ O)                      |              |             | 21. Nov. 1940 |
| BW   | 044ND01   | Sommerlinde         | Petschow östlich Kirche (54° 2′ 10,5″ N, 12° 17′ 40,8″ O)            |              |             | 23. Okt. 1986 |
| BW   | 055ND01   | Douglasie           | Groß Potrems westlich Schlosshotel (53° 59′ 2,5″ N, 12° 16′ 8,1″ O)  |              |             | 15. Feb. 1940 |
| BW   | 055ND04   | Allee               | Groß Potrems, Wendorf (53° 58′ 35,8″ N, 12° 16′ 14,3″ O)             |              |             | 15. Feb. 1940 |

## Flächennaturdenkmale
| Bild | Nr.         | Bezeichnung                      | Standort                                                                     | Beschreibung     | Schutzzweck | Verordnung |
| ---- | ----------- | -------------------------------- | ---------------------------------------------------------------------------- | ---------------- | ----------- | ---------- |
| BW   | fnd dbr 41  | Waldsoll Bandelstorf             | (54° 2′ 27,5″ N, 12° 14′ 21,3″ O)                                            | Fläche 4,62 ha.  |             | 1986       |
| BW   | fnd dbr 47a | Gageabusch Godow                 | Straße Godow - Bandelstorf (54° 2′ 48,3″ N, 12° 15′ 37,2″ O)                 | Fläche 0,33 ha.  |             | 1986       |
| BW   | fnd dbr 47b | Gageabusch Godow                 | Straße Godow - Bandelstor, nahe Kosterbeck (54° 2′ 41,6″ N, 12° 15′ 44,5″ O) | Fläche 0,44 ha.  |             | 1986       |
| BW   | fnd dbr 48  | Schlager Moor                    | (54° 1′ 53,4″ N, 12° 16′ 35,4″ O)                                            | Fläche 57,38 ha. |             | 1986       |
| BW   | fnd dbr 49  | Krebssee Lieblingshof            | (54° 1′ 5,3″ N, 12° 19′ 10,1″ O)                                             | Fläche 6,70 ha.  |             | 1986       |
| BW   | fnd dbr 50  | Torfstiche Wolfsberger Seewiesen | (54° 3′ 17″ N, 12° 18′ 0,3″ O)                                               | Fläche 19,95 ha. |             | 1986       |
| BW   | fnd dbr 55  | Os Klingendorf                   | (53° 58′ 20,1″ N, 12° 11′ 16″ O)                                             | Fläche 11,14 ha. |             | 1986       |
| BW   | fnd dbr 56a | 2 Sölle Groß Viegeln             | 900 m W Groß Viegeln (53° 58′ 59,3″ N, 12° 8′ 16,2″ O)                       | Fläche 3,17 ha.  |             | 1986       |
| BW   | fnd dbr 56b | 2 Sölle Groß Viegeln             | 500 m W Groß Viegeln (53° 58′ 54,6″ N, 12° 8′ 33,1″ O)                       | Fläche 0,47 ha.  |             | 1986       |
| BW   | fnd dbr 56c | 2 Sölle Groß Viegeln             | NW Groß Viegeln (53° 59′ 13,5″ N, 12° 8′ 36,5″ O)                            | Fläche 4,29 ha.  |             | 1986       |
| BW   | fnd dbr 57  | Bökenbüsche                      | Wendorf (53° 58′ 7,1″ N, 12° 16′ 41,8″ O)                                    | Fläche 0,53 ha.  |             | 1986       |